# Auguste Spichiger
Pour les articles homonymes, voir Spichiger.
Auguste Spichiger, né en 1842 à Langenthal et mort le 29 juin 1919 à Lyon, est un ouvrier horloger, militant libertaire et anarchiste suisse, membre actif de la Fédération jurassienne.

## Biographie
Auguste Spichiger est un guillocheur de profession.
Il participa au meeting du Crêt du Locle (canton de Neuchâtel, Suisse) en mai 1869, après la première visite de Bakounine dans le Jura, et signa une protestation contre l’intervention de l’armée dans la grève des maçons et manœuvres de Lausanne la même année.
Il fut membre du comité de la Fédération romande collectiviste en octobre 1870, à La Chaux-de-Fonds, délégué au congrès de Sonvilier de novembre 1871, où fut fondée la Fédération jurassienne, puis régulièrement membre du comité fédéral. C’est lui qui signa le mandat de James Guillaume et d’Adhémar Schwitzguébel au congrès de l’Association internationale des travailleurs à La Haye . Il fut délégué aux congrès de l’Internationale antiautoritaire en septembre 1873 (Genève) et en octobre 1876 (Berne).

## Publications
- Le Parti Pettavelliste, Lausanne, Imprimerie des Unions ouvrières, 1913.

## Notices
- François Kohler, « Spichiger, Auguste » dans le Dictionnaire historique de la Suisse en ligne, version du 15 février 2012..
- Dictionnaire des anarchistes, « Le Maitron » : notice biographique.
- Chantier biographique des anarchistes en Suisse : notice biographique.